# Claude Besuchet
Claude Besuchet, né le 4 juillet 1930 à Lausanne et mort le 25 juillet 2020, est un entomologiste suisse spécialiste des coléoptères. Il obtient son doctorat en biologie à l'Université de Lausanne en 1956, puis travaille comme conservateur en entomologie au Muséum d'histoire naturelle de Genève à partir de janvier 1958. Il devient conservateur honoraire à sa retraite en juillet 1992, mais publie encore par la suite. Il étudie en particulier les Staphylinidae, et notamment la sous-famille des Pselaphinae, et a décrit plus de 480 taxons.

## Taxons dédiés

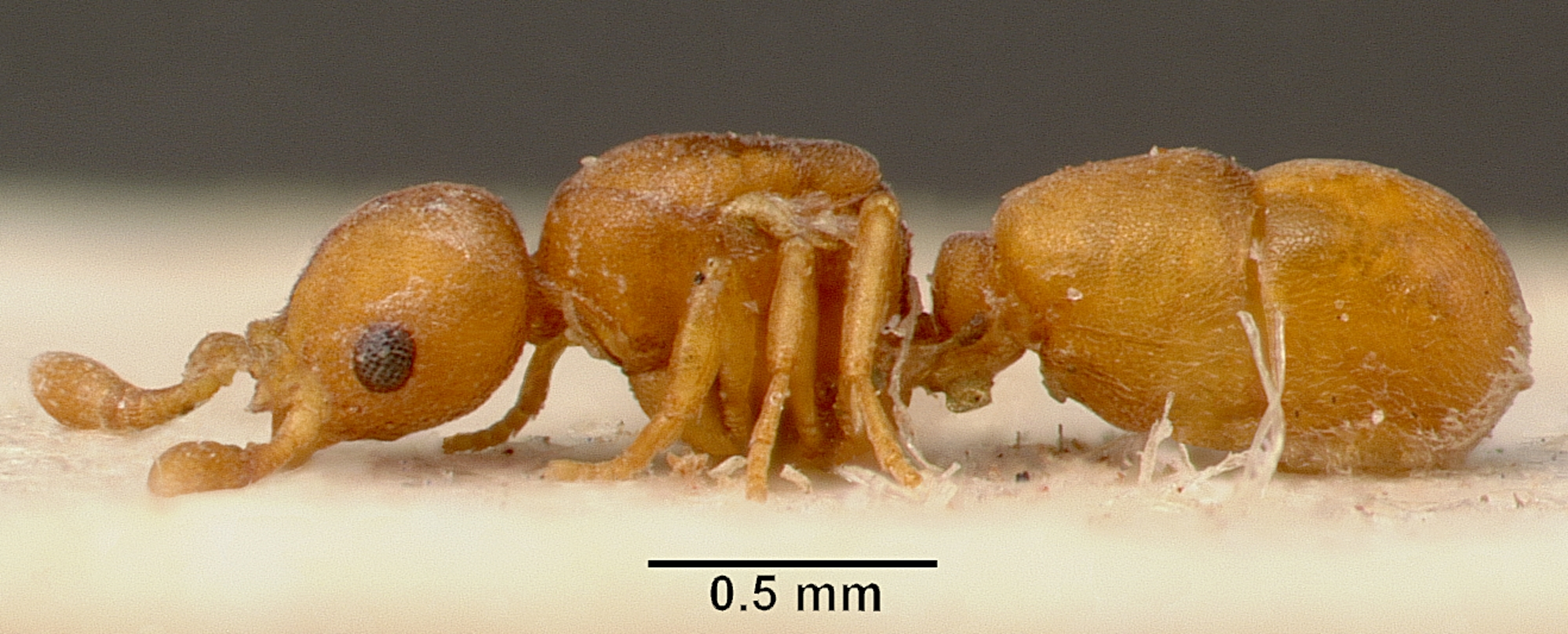
La fourmi Amblyopone besucheti Baroni Urbani, 1978 (Hymenoptera : Formicidae).

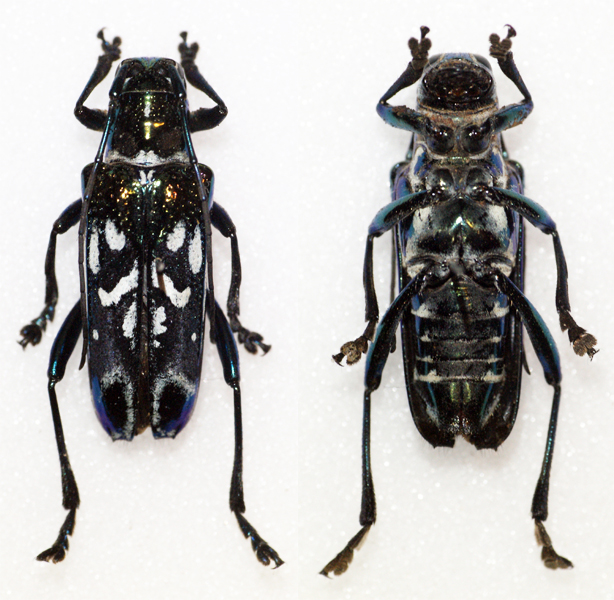
Le capricorne Acronioglenea besucheti (Breuning, 1974) (Coleoptera : Cerambycidae).

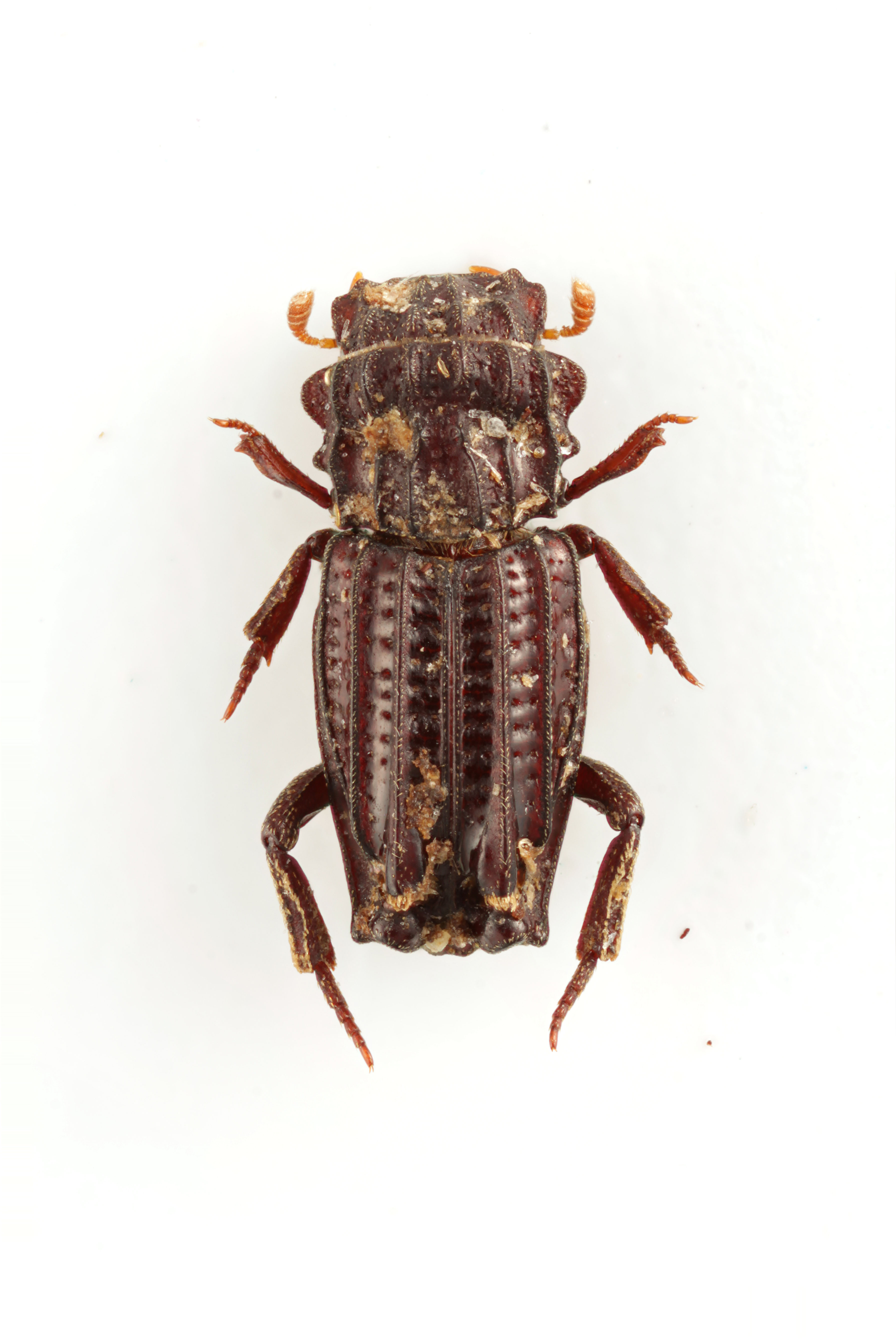
Termitodiellus besucheti (Paulian, 1983) (Coleoptera : Aphodiidae).

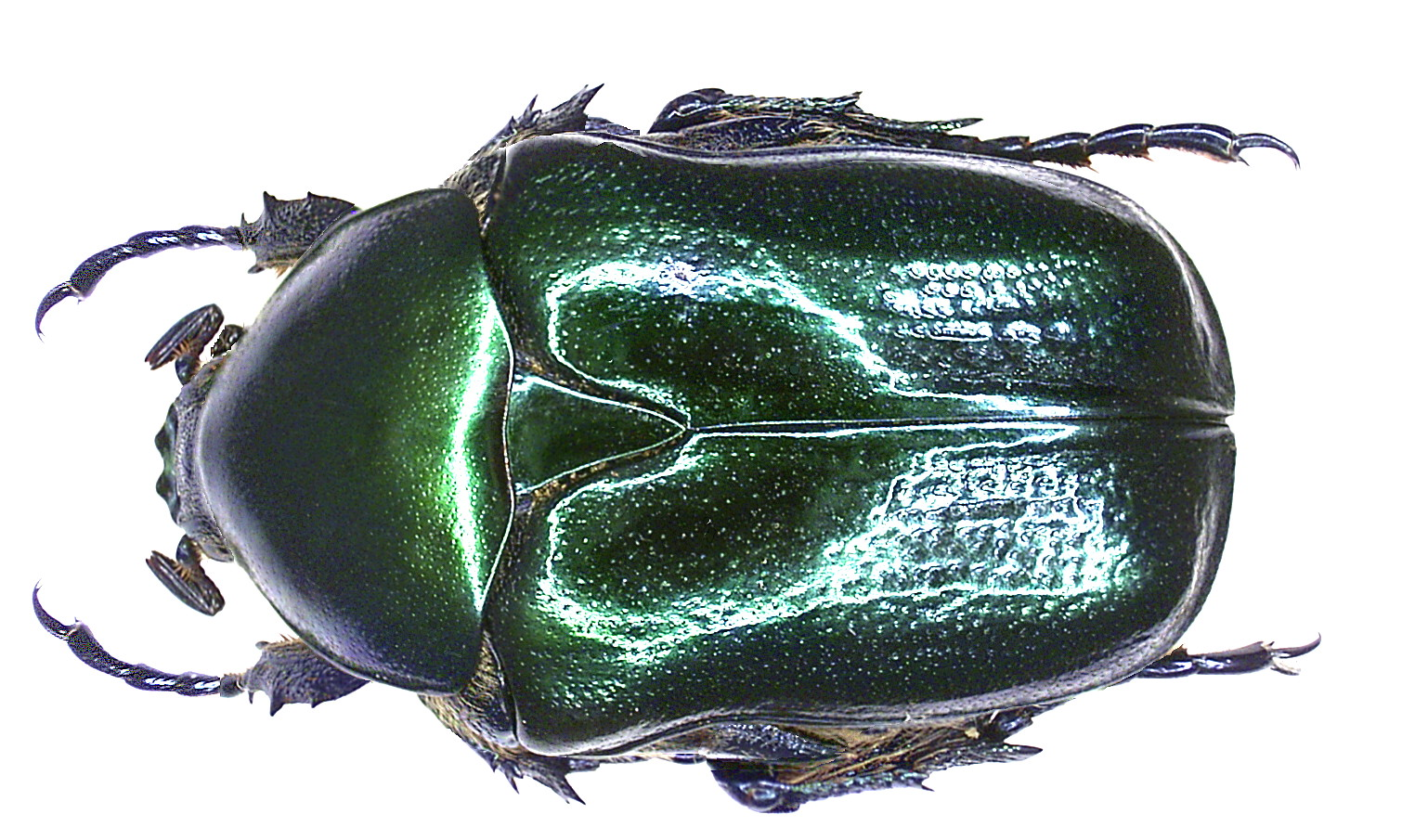
Protaetia besucheti (Alexis & Delpont, 1996) (Coleoptera : Cetoniidae).

De nombreux taxons sont dédiés à Claude Besuchet, dont :
- Abraeomorphus besucheti Mazur, 1977[2]
- Abromus besucheti Dajoz, 1968
- Acrotocepheus besucheti Mahunka, 1973
- Agathidium besucheti Hlisnikovský, 1972[3]
- Akermania besucheti Argano & Manicastri, 1979[4]
- Alissonotum piceum besucheti Endrödi, 1977[5]
- Ambicocerodes besucheti Leleup, 1981[6]
- Amblyopone besucheti Baroni Urbani, 1978[7]
- Ampedus besucheti Schimmel, 1993
- Anommatus besucheti Dajoz, 1973
- Anotylus besucheti Hammond, 1975
- Aphanocephalus besucheti Schawaller, 1989[8]
- Aphthonoides besucheti Döberl, 1991[9]
- Argiloborus besucheti Giachino, 2003
- Atheta besucheti Benick, 1983[10]
- Auchenotropis besucheti Leleup, 1983[11]
- Basalys besucheti Huggert, 1982[12]
- Bathyscia besucheti Giachino, 1991
- Batriscenellus besucheti Yin, 2017[13]
- Notophthiracarus (Besuchetacarus) Mahunka, 1985
- Besucheteidos Comellini, 1985
- Besuchetia Dajoz, 1975
- Besuchetiella Osella, 1974[14]
- Besuchetionella Angelini & Peck, 2000[15]
- Besuchetostes Paulian, 1972[16]
- Bleszynskia besucheti Błeszyński, 1963, désormais Angustalius besucheti (Błeszyński, 1963)
- Bolitobius besucheti Schülke, 1992
- Brignoliella besuchetiana Bourne, 1980[17]
- Burmoniscus besucheti Taiti & Manicastri, 1988[18]
- Caenoscelis besucheti Johnson & Bowestead, 2003
- Carabidomemnus besucheti Luna de Carvalho, 1977[19]
- Caucasanura besucheti Deharveng, 1989[20]
- Cerapachys besucheti Brown, 1975[21], désormais Ooceraea besucheti (Brown, 1975)
- Ceriochernes besucheti Beier, 1973[22]
- Cissidium besucheti Darby, 2020[23]
- Clambus besucheti Endrödy-Younga, 1974[24]
- Claudivania Huggert, 1982, dédiée à Claude Besuchet et Ivan Löbl[12]
- Clavicornaltica besucheti Scherer, 1974[25]
- Claviella besucheti Kalík, 1987
- Corticaria besucheti Dajoz, 1970
- Cryptophagus besucheti Otero, 1997
- Cylindroiulus besucheti Strasser, 1975[26]
- Cyoceraphron besucheti Dessart, 1975[27]
- Cyphon besucheti Klausnitzer, 1980
- Cyphopisthes besucheti Paulian, 1972[16], désormais Besuchetostes besucheti (Paulian, 1972)
- Dactylochelifer besucheti Mahnert, 1978[28]
- Derarimus besucheti Uhmann, 1990
- Dienerella besucheti Vincent, 1994
- Diodesma besucheti Dajoz, 1977
- Echinomorphus besucheti Osella, 1977
- Ectoparyphodes besucheti Leleup, 1986[29]
- Edaphus besucheti Comellini, 1977
- Eleodimerodes besucheti Leleup, 1981[6]
- Emmelostiba besucheti Pace, 1982[30], désormais Bellatheta besucheti (Pace, 1982)
- Endomia besucheti Bonadona, 1989[31], désormais Anthelephila besucheti (Bonadona, 1989)
- Epilachna besucheti Canepari, 1986[32]
- Ernobius besucheti Zahradník, 2000[33]
- Eryssamena besucheti Breuning, 1971, désormais Cristeryssamena besucheti (Breuning, 1971)
- Esarcus besucheti Dajoz, 1964[34]
- Eubaeocera besucheti Löbl, 1969, désormais Baeocera besucheti (Löbl, 1969)
- Eustochus besucheti Bakkendorf, 1964
- Faronus besucheti Castellini, 1990[35]
- Geodessus besucheti Brancucci, 1979
- Geostiba besuchetiana Pace, 1983[36]
- Glenea besucheti Breuning, 1974[37], désormais Acronioglenea besucheti (Breuning, 1974)
- Goniacerus besucheti Comellini, 1990[38]
- Goniomellus besucheti Leleup, 1986[29]
- Gunvorita besucheti Baehr, 1998
- Halictophagus besucheti Luna de Carvalho, 1978
- Haplidia besucheti Baraud, 1988[39]
- Hesperotyphlus besucheti Coiffait, 1973
- Illerylon besucheti Ślipiński, 1982[40], désormais Pathelus besucheti (Ślipiński, 1982)
- Indjapyx besucheti Pagés, 1984[41]
- Indocader besucheti Péricart, 1983[42]
- Indohya besucheti Beier, 1974[43]
- Inermoparmena besucheti Breuning, 1971[44]
- Ischnomera besucheti Švihla, 1993
- Isometrus besucheti Vachon, 1982[45]
- Kodamaius besucheti Badonnel, 1981[46]
- Leiodes besucheti Daffner, 1986[47]
- Leptanilla besucheti Baroni Urbani, 1977
- Leptotyphlopsis besucheti Coiffait, 1969
- Leptozethodes besucheti Coulon, 1983[48]
- Leptusa besucheti Scheerpeltz, 1972[49]
- Leptusa besuchetiana Scheerpeltz, 1972[49]
- Leuctra besucheti Aubert, 1962
- Liocyrtusa besucheti Daffner, 1985
- Lithobius besucheti Matic,1976
- Maladera besucheti Baraud, 1990
- Malthodes besucheti Wittmer, 1970
- Medon besucheti Bordoni, 1980[50], désormais Sunius besucheti (Bordoni, 1980) ou Ochthephilum besucheti (Bordoni, 1980)
- Melanotus besucheti Platia & Schimmel, 2001[51]
- Metadromius besucheti Mateu, 1986
- Metajapyx besucheti Pagés, 1978
- Metopioxys besucheti Comellini, 1983[52]
- Metrotyphlus serianensis besucheti Pace, 1976
- Mimeryssamena besucheti Breuning, 1972
- Minocellina besucheti Papp, 1981[53], désormais Aptilotus besucheti (Papp, 1981)
- Monotarsobius besucheti Matic, 1976
- Nargus besucheti Perreau, 1988[54]
- Nemadus besucheti Perreau, 1991[55]
- Nepalicrepis besucheti Scherer, 1989[56]
- Nephus besucheti Fuersch, 1977[57]
- Niphadobata besucheti Bourne, 1979, désormais Chionea besucheti (Bourne, 1979)
- Nipponobythus besucheti Löbl, 1965
- Ochicanthon besucheti Cuccodoro, 2011[58]
- Octodrilus besucheti Zicsi, 1979, désormais Octodriloides besucheti (Zicsi, 1979)
- Oligota besucheti Williams, 1977[59]
- Oncosomechusa besucheti Pace, 1982[30], désormais Masuria besucheti (Pace, 1982)
- Oppiella besucheti Mahunka & Mahunka-Papp, 2000[60]
- Oxypoda besucheti Focarile, 1982[61], désormaisTectusa besucheti (Focarile, 1982)
- Pachistaegus besucheti De Lisle, 1967[62], désormais Gnaphaloryx besucheti (De Lisle, 1967)
- Pachytrabisus besucheti Leleup, 1981[6]
- Paederus besucheti Biswas & Sen Gupta, 1982[63]
- Panelus besucheti Paulian, 1980[64]
- Paraclodia besucheti Breuning, 1974[65]
- Paragoniastes besucheti Comellini, 1979
- Paraleleupidia besucheti Mateu, 1981[66]
- Paratyphlus besucheti Coiffait, 1970[67]
- Phaedon besucheti Daccordi, 1984[68]
- Phalantias besucheti Bonadona, 1982[69]
- Philonthus besucheti Smetana, 1977[70]
- Platydema besucheti Ardoin, 1980[71]
- Pleurophorus besucheti Pittino & Mariani, 1986[72]
- Potosia besucheti Alexis & Delpont, 1996[73], désormais Protaetia besucheti (Alexis & Delpont, 1996)
- Protonemura besucheti Zwick, 1971[74]
- Psammodius besucheti Petrovitz, 1975, sous la cacographie Psammobius[75]
- Pseudcolenis besucheti Daffner, 1988[76]
- Pterogenius besucheti Lawrence, 1977
- Ptiliolum besucheti Israelson, 1976
- Ptilomymar besucheti Viggiani, 1974[77]
- Pygopleurus besucheti Baraud, 1989[78]
- Quasimus besucheti Dolin, 2001[79]
- Quasipirhidius besucheti Zaragoza-Caballero, 1992
- Reticulopsocus besucheti Lienhard, 2005[80]
- Rhyparus besucheti Paulian, 1983[81], désormais Termitodiellus besucheti (Paulian, 1983)
- Rimaderus besucheti Bonadona, 1978[82]
- Rogeria besucheti Kugler, 1994
- Sastroides besucheti Medvedev, 2000
- Scaphisoma besucheti Löbl, 1971[83]
- Scelolanka besucheti Medvedev, 1974[84]
- Scymnus besucheti Canepari, 1986[32]
- Sericania besucheti Ahrens, 2004
- Silesis besucheti Platia & Schimmel, 1993[85]
- Sinodrepanus besucheti Simonis, 1985
- Sinometa besucheti Wittmer, 1969
- Sipalia besucheti Fagel, 1961, désormais Geostiba besucheti (Fagel, 1961)
- Sivacrypticus besucheti Kaszab, 1979[86]
- Sphallestasis besucheti Gozmány, 1976, désormais Edosa besucheti (Gozmány, 1976) ou Neoepiscardia besucheti (Gozmány, 1976)
- Stenichnus besucheti Franz, 1960
- Sticholotis besucheti Canepari, 1986[32]
- Stictomela besucheti Strohecker, 1975[87]
- Stigmatomma besucheti Baroni Urbani, 1978
- Suctobelbella besucheti Mahunka & Mahunka-Papp, 2001[88]
- Tapinopterus placidus besucheti Bucciarelli, 1958, désormais Pterostichus besucheti (Bucciarelli, 1958)
- Tarphius besucheti Español, 1961
- Tomoderus besucheti Bonadona, 1989[31]
- Torneuma besucheti Osella, 1986[89]
- Trabisostenus besucheti Leleup, 1981[6]
- Trechus besucheti Pawłowski, 1977[90]
- Trechus besuchetianus Deuve, 1987[91]
- Trilacuna besucheti Grismado & Piacentini, 2014[92]
- Trimium besucheti Sabella, 1989[93]
- Trogaster besucheti Orousset, 1999
- Tychobythinus besucheti Sabella, 2013[94]
- Typhlocharis besucheti Vigna Taglianti, 1972[95]
- Typhlocyptus besucheti Pace, 1985[96]
- Xenomussardia besucheti Célis, 1975[97]
- Yetialtica besucheti Döberl, 1991[9]
- Zeadolopus besucheti Daffner, 1983[98]
- Zethopsiola besucheti Coulon, 1983[48]

## Taxons décrits
Claude Besuchet est l'auteur de deux tribus de Pselaphinae :
- Colilodionini Besuchet, 1991
- Tiracerini Besuchet, 1986

Il a également décrit 22 genres et sous-genres :
- Antrobythus Besuchet, 1985
- Aphiliopsis Besuchet, 1956
- Bathybythus Besuchet, 1974
- Colilodion Besuchet, 1991
- Couloniella Besuchet, 1983
- Geoparnus Besuchet, 1978
- Cautomus (Leptoxycheilus) Besuchet, 1972
- Clavister Besuchet & Hlaváč, 2011
- Macrotrachelos Besuchet & Hlaváč, 2011
- Microconilon Besuchet & Hlaváč, 2011
- Nonveilleria Pavićević & Besuchet, 2003
- Pachacuti Besuchet, 1987
- Paratychus Besuchet, 1960
- Pirhidius Besuchet, 1957
- Plitium Besuchet, 1971
- Pselaphotrichus Besuchet, 1986
- Tapas Besuchet, 2008
- Tasmiger Besuchet, 2008
- Thelotia Besuchet, 1999
- Tiracerus Besuchet, 1986
- Tremissus Besuchet, 1982
- Vanuatiella Besuchet & Hlaváč, 2011

Et il est enfin descripteur ou co-descripteur de 456 espèces, sous-espèces et variétés :
- Ablepton asitawandas Besuchet, 1969
- Ablepton rutash Besuchet, 1969
- Acetalius pilosus Besuchet, 1985
- Actidium reticulatum Besuchet, 1971
- Afropselaphus canariensis Besuchet, 1968
- Afropselaphus fernandezi Besuchet, 1968
- Afropselaphus guanche Besuchet, 1970
- Afropselaphus spinipalpis Besuchet, 1968
- Amauronyx auberti Besuchet, 1962
- Amauronyx caecus Besuchet, 1962
- Amauronyx caudatus Besuchet, 1999
- Amauronyx cobosi Besuchet, 1959
- Amauronyx franzi Besuchet, 1958
- Amauronyx mussardi Besuchet, 1963
- Amauronyx myops Besuchet, 1962
- Amaurops aubei binaghii Besuchet, 1980
- Antrobythus leclerci Besuchet, 1985
- Antrobythus perplexus Besuchet, 1993
- Axiocerylon baloghi Besuchet & Slipinski, 1988
- Axiocerylon bournei Besuchet & Slipinski, 1988
- Axiocerylon burckhardti Besuchet & Slipinski, 1988
- Axiocerylon decemcostatum Besuchet & Slipinski, 1988
- Axiocerylon ghanense Besuchet & Slipinski, 1988
- Axiocerylon gomyi Besuchet & Slipinski, 1988
- Axiocerylon hammondi Besuchet & Slipinski, 1988
- Axiocerylon humerale Besuchet & Slipinski, 1988
- Axiocerylon loebli Besuchet & Slipinski, 1988
- Axiocerylon luzonicum Besuchet & Slipinski, 1988
- Axiocerylon minimum Besuchet & Slipinski, 1988
- Axiocerylon myops Besuchet & Slipinski, 1988
- Axiocerylon orousseti Besuchet & Slipinski, 1988
- Axiocerylon peckorum Besuchet & Slipinski, 1988
- Axiocerylon roberti Besuchet & Slipinski, 1988
- Axiocerylon solomonense Besuchet & Slipinski, 1988
- Axiocerylon triste Besuchet & Slipinski, 1988
- Axiocerylon variabile Besuchet & Slipinski, 1988
- Axiocerylon venustum Besuchet & Slipinski, 1988
- Bathybythus bleyi Besuchet, 1974
- Batrisodes clypeatus Besuchet, 1981
- Batrisodes mitovi Besuchet & Bekchiev, 2007
- Batrisodes rousi Besuchet, 1981
- Batrisodes sulcaticeps Besuchet, 1981
- Batrisodes unisexualis Besuchet, 1988
- Batrisus tauricus Besuchet, 1979
- Batrisus taurus Besuchet, 2004
- Bibloplectus aberrans Besuchet, 1958
- Bibloplectus atomus Besuchet, 1958
- Bibloplectus beaumonti Besuchet, 1955
- Bibloplectus boveyi Besuchet, 1975
- Bibloplectus difficilis Besuchet, 1955
- Bibloplectus elegans Besuchet, 1955
- Bibloplectus elongatus Besuchet, 1953
- Bibloplectus franzi Besuchet, 1964
- Bibloplectus hellenicus Besuchet, 1955
- Bibloplectus hungaricus Besuchet, 1955
- Bibloplectus jeanneli Besuchet, 1955
- Bibloplectus liliputanus Besuchet, 1975
- Bibloplectus linderi Besuchet, 1953
- Bibloplectus machulkai Besuchet, 1955
- Bibloplectus minutus Besuchet, 1953
- Bibloplectus normandi Besuchet, 1955
- Bibloplectus parvulus Besuchet, 1975
- Bibloplectus pauxillus Besuchet, 1975
- Bibloplectus perroti Besuchet, 1955
- Bibloplectus pseudambiguus Besuchet, 1953
- Bibloplectus subtilis Besuchet, 1975
- Bibloplectus tantulus Besuchet, 1975
- Bibloplectus tener Besuchet, 1975
- Bibloplectus therondi Besuchet, 1953
- Bibloporus bicolor franzi Besuchet, 1958
- Bibloporus myops Besuchet, 1970
- Brachygluta abrupta septemtrionalis Besuchet, 1963
- Brachygluta alpina Besuchet, 2004
- Brachygluta atlantica Besuchet, 2004
- Brachygluta exigua Besuchet, 1963
- Brachygluta exsculpta Besuchet, 1969
- Brachygluta franciscae Besuchet, 1963
- Brachygluta gnosiaca Besuchet, 2004
- Brachygluta hanseni Besuchet, 1954
- Brachygluta hispana Besuchet, 1963
- Brachygluta jordanica Besuchet, 2004
- Brachygluta kurdica Besuchet, 2004
- Brachygluta lefebvrei meridionalis Besuchet, 1962
- Brachygluta occidentalis Besuchet, 1963
- Brachygluta perissinottoi Besuchet, 1969
- Brachygluta pusilla Besuchet, 1958
- Brachygluta richteri Besuchet, 1961
- Brachygluta sengleti Besuchet, 1969
- Brachygluta tumidipes Besuchet, 1981
- Brachygluta ultima Besuchet, 2004
- Brachygluta vicaria Besuchet, 1963
- Bryaxis abkhasicus Besuchet & Kurbatov, 2007
- Bryaxis adjaricus Besuchet & Kurbatov, 2007
- Bryaxis adumbratus Besuchet & Kurbatov, 2007
- Bryaxis altivagus Besuchet, 1962
- Bryaxis arnoldii Besuchet, 1961
- Bryaxis artvinensis Besuchet & Kurbatov, 2007
- Bryaxis assingi Besuchet & Kurbatov, 2007
- Bryaxis atlanticus Besuchet, 1962
- Bryaxis badius Besuchet, 1961
- Bryaxis balabanus Besuchet & Kurbatov, 2007
- Bryaxis balneator Besuchet & Kurbatov, 2007
- Bryaxis bergamascus breiti Besuchet, 1980
- Bryaxis borckensis Besuchet & Kurbatov, 2007
- Bryaxis brachati Besuchet, 1980
- Bryaxis corsus Besuchet, 1999
- Bryaxis credibilis Besuchet & Kurbatov, 2007
- Bryaxis distinguendus Besuchet, 1961
- Bryaxis effeminatus Besuchet, 1983
- Bryaxis egens Besuchet & Kurbatov, 2007
- Bryaxis emendatus Besuchet & Kurbatov, 2007
- Bryaxis euryscapus Besuchet & Kurbatov, 2007
- Bryaxis festivus Besuchet, 1964
- Bryaxis focarilei Besuchet, 1980
- Bryaxis frustratus Besuchet, 1983
- Bryaxis gemellus Besuchet & Kurbatov, 2007
- Bryaxis ghilarovi Besuchet, 1961
- Bryaxis halbherri pacei Besuchet, 1983
- Bryaxis herculinus Besuchet, 1962
- Bryaxis immodicus Besuchet & Kurbatov, 2007
- Bryaxis ipsimus Besuchet & Kurbatov, 2007
- Bryaxis jucundus Besuchet, 1961
- Bryaxis karamane Besuchet, 1958
- Bryaxis khnzoriani Besuchet, 1964
- Bryaxis kovali Besuchet & Kurbatov, 2007
- Bryaxis kruegeri var. machulkai Besuchet, 1955
- Bryaxis kurnakovi Besuchet, 1960
- Bryaxis kuzmini Besuchet & Kurbatov, 2007
- Bryaxis laevipennis Besuchet & Kurbatov, 2007
- Bryaxis lazistanicus Besuchet & Kurbatov, 2007
- Bryaxis litoralis Besuchet & Kurbatov, 2007
- Bryaxis longifrons Besuchet & Kurbatov, 2007
- Bryaxis longulus inflatus Besuchet, 1983
- Bryaxis lurensis Besuchet, 2002
- Bryaxis mirificus Besuchet, 1983
- Bryaxis monguzzii Besuchet, 1980
- Bryaxis multiplex Besuchet & Kurbatov, 2007
- Bryaxis myops Besuchet & Kurbatov, 2007
- Bryaxis nebrodensis Besuchet, 1980
- Bryaxis nitidulus Besuchet, 1961
- Bryaxis nivarius Besuchet & Kurbatov, 2007
- Bryaxis obventicius Besuchet & Kurbatov, 2007
- Bryaxis orcinus Besuchet & Kurbatov, 2007
- Bryaxis osellai Besuchet & Kurbatov, 2007
- Bryaxis oseticus Besuchet & Kurbatov, 2007
- Bryaxis ossaeus Besuchet, 2008
- Bryaxis pachyscelis Besuchet & Kurbatov, 2007
- Bryaxis pedemontanus Besuchet, 1958
- Bryaxis polemon Besuchet & Kurbatov, 2007
- Bryaxis ponticus Besuchet & Kurbatov, 2007
- Bryaxis porzenna var. ticinensis Besuchet, 1954
- Bryaxis propinquus Besuchet & Kurbatov, 2007
- Bryaxis pulchrotibialis Besuchet & Kurbatov, 2007
- Bryaxis pygmaeus Besuchet & Kurbatov, 2007
- Bryaxis rifensis Besuchet, 1962
- Bryaxis rivularis Besuchet & Kurbatov, 2007
- Bryaxis rousi Besuchet & Kurbatov, 2007
- Bryaxis scherleri Besuchet, 1964
- Bryaxis schuelkei Besuchet & Kurbatov, 2007
- Bryaxis scrutandus Besuchet & Kurbatov, 2007
- Bryaxis seductus Besuchet & Kurbatov, 2007
- Bryaxis silvicola Besuchet & Kurbatov, 2007
- Bryaxis solarii Besuchet, 1958
- Bryaxis temporalis Besuchet & Kurbatov, 2007
- Bryaxis tendensis Besuchet, 2002
- Bryaxis tenuicornis Besuchet & Kurbatov, 2007
- Bryaxis tingitanus Besuchet, 1962
- Bryaxis transitorius Besuchet & Kurbatov, 2007
- Bryaxis troglodytes pierottii Besuchet, 1980
- Bryaxis tuberculiceps Nonveiller, Pavićević & Besuchet, 2003
- Bryaxis viti Besuchet & Kurbatov, 2007
- Bryaxis ypsilon Besuchet & Kurbatov, 2007
- Bythinus confusus Besuchet, 1974
- Bythinus hauseri Besuchet, 1978
- Bythinus icariensis Besuchet, 1964
- Bythinus vicinus Besuchet, 1960
- Cautomus convexus Besuchet, 1972
- Cautomus distinguendus Besuchet, 1972
- Cautomus elongatus Besuchet, 1972
- Cautomus latus Besuchet, 1972
- Cautomus longipilis Besuchet, 1972
- Cautomus macrops Besuchet, 1972
- Cautomus myops Besuchet, 1972
- Cautomus nitidus Besuchet, 1972
- Cautomus philippinensis Besuchet, 1972
- Cautomus punctatus Besuchet, 1972
- Cautomus pusillus Besuchet, 1972
- Cautomus reticulatus Besuchet, 1972
- Cautomus sugerens Besuchet, 1972
- Cautomus venustus Besuchet, 1972
- Centrophthalmus klapperichi Besuchet, 1966
- Centrophthalmus mesopotamenus Besuchet, 1966
- Centrophthalmus septentrionalis Besuchet, 1960
- Centrophthalmus sharpi Besuchet, 1966
- Centrotoma kaszabi Besuchet, 1969
- Cephennium fraterculum Besuchet, 1971
- Cephennium galitense Besuchet, 1982
- Cephennium machulkai Besuchet, 1971
- Cephennium paganettii Besuchet, 1971
- Cephennium solarii Besuchet, 1958
- Cephennodes basilewskyi Besuchet, 1962
- Cephennodes indifferens Besuchet, 1962
- Cephennodes leleupi Besuchet, 1962
- Cephennodes marginatus Besuchet, 1962
- Cephennomicrus fossulatus Besuchet, 1961
- Cephennomicrus glaber Besuchet, 1961
- Cephennomicrus impressus Besuchet, 1961
- Cephennomicrus jucundus Besuchet, 1961
- Cephennomicrus latipennis Besuchet, 1961
- Cephennomicrus longicornis Besuchet, 1961
- Cephennomicrus pauliani Besuchet, 1961
- Cephennomicrus pusillus Besuchet, 1961
- Cephennomicrus rugosicollis Besuchet, 1961
- Cephennomicrus suturalis Besuchet, 1961
- Cephennomicrus vadoni Besuchet, 1961
- Cephennomicrus validus Besuchet, 1961
- Claviger intermedius Besuchet, 1961
- Claviger pouzaui validus Besuchet, 1961
- Claviger saulcyi lucens Besuchet, 1961
- Clavister deplanatus Besuchet & Hlaváč, 2011
- Clidicus loebli Besuchet, 1971
- Clidicus mussardi Besuchet, 1971
- Clidicus quadricollis Besuchet, 1971
- Colilodion concinnus Besuchet, 1991
- Colilodion incredibilis Besuchet, 1991
- Colilodion inopinatus Besuchet, 1991
- Colilodion mirus Besuchet, 1991
- Decatocerus bicornis rotundatus Besuchet, 1961
- Decatocerus catalonicus Besuchet, 1961
- Decatocerus pityusensis Besuchet, 1958
- Desimia longicornis Besuchet, 1958
- Dicentrius balcanicus Besuchet, 1999
- Dicentrius balcanicus balcanicus Besuchet, 1999
- Dicentrius balcanicus pirinensis Besuchet, 1999
- Dicentrius behnei Besuchet, 1999
- Dicentrius biroi Besuchet, 1999
- Dicentrius discrepans Besuchet, 1999
- Dicentrius ermischi Besuchet, 1999
- Dicentrius fodori Besuchet, 1999
- Dicentrius rousi Besuchet, 1999
- Dicentrius zerchei Besuchet, 1999
- Enoptostomus arabicus Besuchet & Cuccodoro, 2011
- Etelea tingitana Besuchet & Vit, 2004
- Euplectus atlanticus Besuchet, 1962
- Euplectus caecus Besuchet, 1990
- Euplectus canariensis Besuchet, 1968
- Euplectus franzi Besuchet, 1968
- Euplectus frater Besuchet, 1964
- Euplectus insignis Besuchet, 1961
- Euplectus kulzeri Besuchet, 1958
- Euplectus micropterus Besuchet, 1970
- Euplectus mussardi Besuchet, 1962
- Euplectus sarawakensis Besuchet, 1956
- Euplectus sexstriatus Besuchet, 1970
- Euplectus sparsus Besuchet, 1964
- Euplectus validus Besuchet, 1958
- Faronus andalusiacus Besuchet, 1969
- Faronus depressus Besuchet, 1960
- Faronus distinctus Besuchet, 1999
- Faronus festivus Besuchet, 1960
- Faronus festivus apterus Besuchet, 1960
- Faronus gracilis Besuchet, 1969
- Faronus insignis Besuchet, 1958
- Faronus lusitanicus Besuchet, 1969
- Faronus parallelus Besuchet, 1958
- Faronus parnassius Besuchet, 1969
- Faronus rifensis Besuchet, 1963
- Faronus sahlbergi Besuchet, 1960
- Faronus testaceus Besuchet, 1962
- Faronus tingitanus Besuchet, 1962
- Faronus variabilis Besuchet, 1969
- Faronus venustus Besuchet, 1958
- Fustiger appendiculatus Besuchet, 1977
- Fustiger wittmeri Besuchet, 1977
- Geoparnus setifer Besuchet, 1978
- Geopselaphus affinis Besuchet, 1961
- Geopselaphus alticola Besuchet, 1961
- Geopselaphus balearicus Besuchet, 1969
- Geopselaphus depressus Besuchet, 1961
- Geopselaphus distinguendus Besuchet, 1961
- Geopselaphus espanoli Besuchet, 1969
- Geopselaphus formosus Besuchet, 1961
- Geopselaphus franzi Besuchet, 1961
- Geopselaphus frater Besuchet, 1969
- Geopselaphus jucundus Besuchet, 1961
- Geopselaphus lepidus Besuchet, 1969
- Geopselaphus longipalpis Besuchet, 1969
- Geopselaphus longulus Besuchet, 1961
- Geopselaphus mirandus Besuchet, 1961
- Geopselaphus mussardi Besuchet, 1963
- Geopselaphus nitidus Besuchet, 1969
- Geopselaphus tingitanus Besuchet, 1962
- Glyphobythus fallax Besuchet, 1960
- Glyphobythus hervei Besuchet, 1960
- Glyptolopus amazonicus Besuchet & Slipinski, 1987
- Glyptolopus convexus Besuchet & Slipinski, 1987
- Glyptolopus peruanus Besuchet & Slipinski, 1987
- Halorabyxis gourvesi Besuchet, 1975
- Imirus outereloi Besuchet, 1980
- Leptinus illyricus Besuchet, 1980
- Leptinus pyrenaeus Besuchet, 1980
- Leptocharis algericus Besuchet, 1958
- Leptoplectus perraulti Besuchet, 1993
- Linderia picanyolae Besuchet, 1985
- Macrotrachelos longiceps Besuchet & Hlaváč, 2011
- Meliceria italica Besuchet, 1966
- Mesoleptochir rougemonti Besuchet, 1974
- Microconilon acuticollis Besuchet & Hlaváč, 2011
- Microconilon kuscheli Besuchet & Hlaváč, 2011
- Namunia cavernicola Besuchet, 1978
- Namunia lapidicola Besuchet, 1978
- Namunia terricola Besuchet, 1999
- Nanophthalmus nonveilleri Besuchet & Vit, 2000
- Nanophthalmus serbicus Besuchet & Vit, 2000
- Neopselaphus adisi Besuchet, 1982
- Neopselaphus armatus Besuchet, 1982
- Neopselaphus chalumeaui Besuchet, 1987
- Neopselaphus curtipalpis Besuchet, 1987
- Neopselaphus degalieri Besuchet, 1982
- Neopselaphus filipalpis Besuchet, 1982
- Neopselaphus parki Besuchet, 1982
- Neopselaphus tavakiliani Besuchet, 1982
- Neuraphes toumayeffi Besuchet, 1980
- Nonveilleria lepida Pavićević & Besuchet, 2003
- Nonveilleria romani Pavićević & Besuchet, 2003
- Octomicrus dentifrons Besuchet, 1999
- Oligella intermedia Besuchet, 1971
- Pachacuti huggerti Besuchet, 1987
- Panaphantus afer Besuchet, 1980
- Paramaurops exaratus neapolitanus Besuchet, 1958
- Paratychus minutissimus Besuchet, 1960
- Pirhidius beaumonti Besuchet, 1957
- Plectophloeus binaghii Besuchet, 1964
- Plectophloeus erichsoni occidentalis Besuchet, 1969
- Plectophloeus erichsoni orientalis Besuchet, 1969
- Plectophloeus nubigena bosnicus Besuchet, 1964
- Prionobythus genesti Besuchet, 1985
- Pselaphaulax carniolicus Besuchet & Sabella, 2000
- Pselaphaulax siculus Besuchet & Sabella, 1993
- Pselaphogenius breiti Besuchet, 1961
- Pselaphogenius circassicus Besuchet, 1961
- Pselaphogenius laticeps Besuchet, 1961
- Pselaphogenius latinus Besuchet, 1980
- Pselaphogenius lepontinus Besuchet, 1980
- Pselaphogenius lucanicus Besuchet, 1964
- Pselaphogenius maroccanus Besuchet, 1963
- Pselaphogenius neapolitanus Besuchet, 1964
- Pselaphogenius orientalis Besuchet, 1961
- Pselaphogenius zacynthius Besuchet, 1961
- Pselaphostomus bergamascus Besuchet, 1980
- Pselaphostomus bussacensis estrellensis Besuchet, 1961
- Pselaphostomus franzi Besuchet, 1961
- Pselaphostomus intermedius Besuchet, 1961
- Pselaphostomus lusitanicus Besuchet, 1961
- Pselaphostomus pyrenaeus Besuchet, 1961
- Pselaphostomus stussineri vesulinus Besuchet, 1961
- Pselaphus mysius Besuchet, 1960
- Pselaphus xaymacus Besuchet, 1987
- Ptiliolum stockmanni Besuchet, 1971
- Ptilium cognatum Besuchet, 1971
- Ptilium scrutandum Besuchet, 1971
- Ptilium timidum Besuchet, 1971
- Pygoxyon bergamascum Besuchet, 1958
- Pygoxyon myops Besuchet, 1958
- Scotoplectus caspicus Besuchet, 1975
- Scotoplectus ponticus Besuchet, 1975
- Scotoplectus weiratheri Besuchet, 1975
- Scydmaenus aelleni Besuchet, 1981
- Seracamaurops fritschi Besuchet, 1986
- Syntectodes maldivicus Besuchet, 2008
- Tapas armifer Besuchet, 2008
- Tapas basseti Besuchet, 2008
- Tasmiger strumosus Besuchet, 2008
- Thelotia cebennica Besuchet, 1999
- Tremissus beaumonti Besuchet, 1982
- Tremissus inexspectatus Besuchet, 1982
- Triartiger nomurai Besuchet, 2008
- Tribatus hauseri Besuchet, 1961
- Tribatus lopatini Besuchet, 1964
- Trimium atticum Besuchet, 1969
- Trimium illyricum Besuchet, 1969
- Trimium sardoum Besuchet, 1958
- Trissemus bellax Besuchet, 1999
- Trissemus holzschuhi Besuchet, 1999
- Trissemus maroccanus wittmeri Besuchet, 1981
- Trissemus micropterus Besuchet, 1970
- Trissemus mundulus Besuchet, 1961
- Trissemus sulcifrons Besuchet, 1999
- Trissemus trilobatus Besuchet, 1999
- Trogaster binaghii Besuchet, 1969
- Trogaster caprai Besuchet, 1969
- Trogaster doderoi Besuchet, 1969
- Trogaster gestroi Besuchet, 1969
- Trogaster solarii Besuchet, 1969
- Trogasteropsis coiffaiti Besuchet, 1977
- Tychobythinus atlanticus Besuchet, 1963
- Tychobythinus brachati Besuchet, 2008
- Tychobythinus curtii Besuchet, 1980
- Tychobythinus escalerai Besuchet, 1962
- Tychobythinus escolai Besuchet, 1974
- Tychobythinus espanoli Besuchet, 1974
- Tychobythinus listai Besuchet, 1985
- Tychobythinus muntani Besuchet, 1974
- Tychobythinus naxius Besuchet, 1993
- Tychobythinus occidentalis Besuchet, 1962
- Tychobythinus rosai Besuchet, 1980
- Tychobythinus strinatii Besuchet, 1982
- Tychobythinus urgellesi Besuchet, 1974
- Tychobythinus vignai Besuchet, 1978
- Tychomorphus franzi Besuchet, 1963
- Tychomorphus mussardi Besuchet, 1999
- Tychus affinis Besuchet, 1958
- Tychus altivagus Besuchet, 2011
- Tychus anatolicus Besuchet, 1964
- Tychus antalyanus Besuchet & Sabella, 1999
- Tychus antiocheus Besuchet & Sabella, 2012
- Tychus artvinensis Besuchet & Sabella, 2012
- Tychus asuniensis Besuchet, 1964
- Tychus atlanticus Besuchet & Sabella, 1999
- Tychus brachati Besuchet & Sabella, 1999
- Tychus carpathius Besuchet & Sabella, 2012
- Tychus caspicus Besuchet & Sabella, 1999
- Tychus coiffaiti Besuchet, 1958
- Tychus cordiger Besuchet, 1969
- Tychus distinguendus Besuchet, 1960
- Tychus effeminatus Besuchet & Sabella, 2012
- Tychus epiroticus Besuchet, 1964
- Tychus georgicus Besuchet & Sabella, 1999
- Tychus holzschuhi Besuchet & Sabella, 1999
- Tychus inermis Besuchet & Sabella, 2012
- Tychus judaeus Besuchet, 1964
- Tychus laminiger Besuchet, 1969
- Tychus latebrosus Besuchet, 2011
- Tychus libanus Besuchet & Sabella, 2012
- Tychus longicornis Besuchet, 1958
- Tychus lusitanicus Besuchet & Sabella, 1999
- Tychus manicanus Besuchet & Sabella, 1999
- Tychus mundulus Besuchet, 1958
- Tychus paludivagus sicilianus Besuchet & Sabella, 1996
- Tychus pelopeius Besuchet & Sabella, 1999
- Tychus persicus Besuchet & Sabella, 1999
- Tychus pisidicus Besuchet & Sabella, 2012
- Tychus ponticus Besuchet & Sabella, 1999
- Tychus remaudierei Besuchet, 1969
- Tychus rhodopeus Besuchet & Sabella, 1999
- Tychus sardous Besuchet, 1964
- Tychus sengleti Besuchet & Sabella, 1999
- Tychus sidonicus Besuchet & Sabella, 2012
- Tychus similis Besuchet, 2011
- Tychus striola andalusiacus Besuchet & Sabella, 1996
- Tychus striola balearicus Besuchet & Sabella, 1996
- Tychus tingitanus Besuchet, 1962
- Tychus torticornis Besuchet & Sabella, 2012
- Tychus viti Besuchet, 2011
- Tyrodes janetscheki Besuchet, 1970
- Vanuatiella tishechkini Besuchet & Hlaváč, 2011